# The Cult of Ray
The Cult of Ray è il terzo album in studio da solista del musicista rock statunitense Frank Black, pubblicato nel 1996.

## Tracce
1. The Marsist – 4:11
2. Men in Black – 3:03
3. Punk Rock City – 3:41
4. You Ain't Me – 2:43
5. Jesus Was Right – 2:59
6. I Don't Want to Hurt You (Every Single Time) – 3:06
7. Mosh, Don't Pass the Guy – 3:01
8. Kicked in the Taco – 2:27
9. The Creature Crawling – 2:53
10. The Adventure and the Resolution – 3:02
11. Dance War – 2:08
12. The Cult of Ray – 3:46
13. The Last Stand of Shazeb Andleeb – 4:40

## Accoglienza
L'album ebbe buone recensioni ma scarso successo commerciale.

## Formazione
- Frank Black - voce, chitarra
- Scott Boutier - batteria
- David McCaffery - basso
- Lyle Workman - chitarra
- Matt Yelton - cori
- Nick Vincent - batteria, basso